# Evangelisch-lutherisches Pfarrhaus (Heilsbronn)

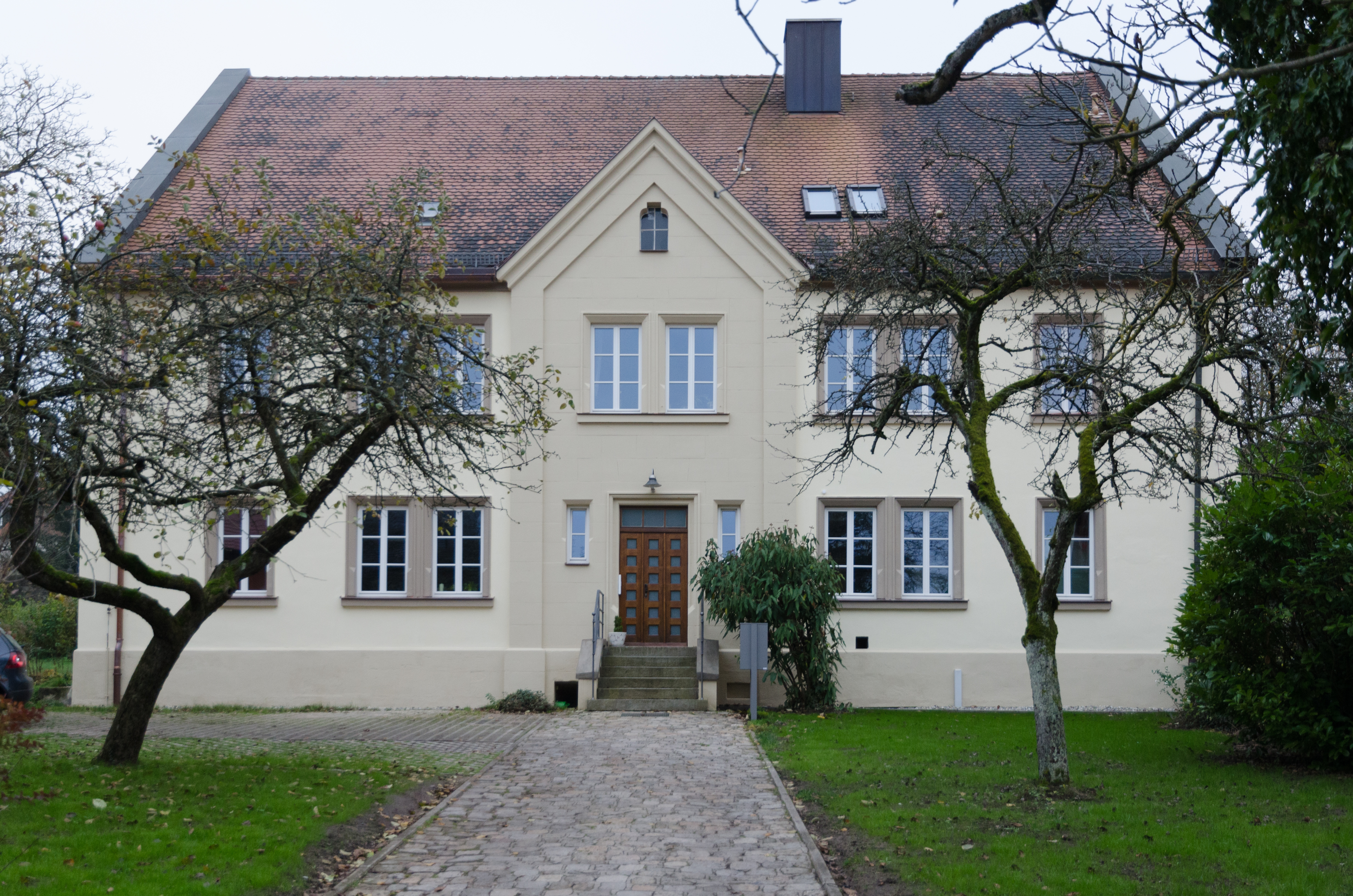
Pfarrhaus in Heilsbronn

Das Gebäude des evangelisch-lutherischen Pfarrhauses in Heilsbronn, einer Stadt im mittelfränkischen Landkreis Ansbach in Bayern, wurde ursprünglich als Burggrafenhaus im 12. Jahrhundert errichtet. Das Pfarrhaus an der Pfarrgasse 8 ist ein geschütztes Baudenkmal.
Der zweigeschossige Satteldachbau stammt im Kern aus dem 12. Jahrhundert. Im 18. und 19. Jahrhundert erfolgten Umbauten. Die neugotische Eingangsfassade mit Doppelfenstern und Giebelbekrönung entstand in der Mitte des 19. Jahrhunderts.
Die zugehörige Mauer mit Eckturm (Markgrafentor) gehörte zur Ortsbefestigung.